# Mari Hietala
Mari Kylliki Hietala (* 10. November 1969 in Muonio) ist eine ehemalige finnische Skilangläuferin.

## Werdegang
Hietala gewann bei den Juniorenweltmeisterschaften 1989 in Vang die Bronzemedaille über 15 km. In der Saison 1992/93 holte sie in Lahti mit dem 16. Platz über 5 km Freistil ihre ersten Weltcuppunkte. Zudem erreichte sie damit ihre beste Einzelplatzierung im Weltcup und zum Saisonende mit dem 48. Platz im Gesamtweltcup ihr bestes Gesamtergebnis. Bei den Nordischen Skiweltmeisterschaften 1993 in Falun errang sie den 35. Platz über 30 km Freistil. Im folgenden Jahr lief sie in Lillehammer bei ihrer ersten Olympiateilnahme auf den 24. Platz über 15 km Freistil. Ihr letztes Weltcuprennen absolvierte sie im März 1996 in Lahti, das sie auf dem 51. Platz über 10 km Freistil beendete.

## Weltcup-Gesamtplatzierungen
| Saison  | Platz | Punkte |
| ------- | ----- | ------ |
| 1992/93 | 48.   | 15     |
| 1993/94 | 60.   | 7      |
| 1994/95 | 76.   | 2      |